# Ondina Valla
Trebisonda "Ondina" Valla (Bolonha, 20 de maio de 1916 – L'Aquila, 16 de outubro de 2006) foi uma atleta e velocista italiana, a primeira mulher do país a conquistar uma medalha de ouro olímpica.

## Infância
Foi batizada com esse nome - bastante incomum no país - por seu pai, em homenagem à cidade turca de Trabzon (Trebisonda em italiano) que ele achava uma das cidades mais bonitas do mundo. Filha mais nova e única mulher de cinco irmãos, era a menina dos olhos da família que a apelidou de "Ondina" (italiano:pequena onda). Ela mostrou seu talento para o esporte desde a infância, rivalizando desde a escola com Claudia Testoni, outra futura grande velocista e recordista mundial italiana. Com 13 anos, já era uma das melhores atletas do país. Com 14, ela se tornou campeã nacional e foi incluída na equipe italiana de atletismo.
Atleta de múltiplos talentos atléticos, competia em provas de velocidade, saltos e corridas com barreiras. Benito Mussolini a definia como "o sol num sorriso" e o governo fascista italiano a tinha como ícone e exemplo da juventude saudável do país.

## Berlim 1936
Sua mais importante conquista foi em Berlim 1936, quando conquistou a medalha de ouro nos 80 m c/ barreiras, prova em que quebrou o recorde mundial nas semifinais (11s6). Sua eterna rival na Itália, Testoni, chegou apenas em quarto lugar, fora do pódio. As duas correriam juntas no revezamento 4X100 m que também terminou em quarto lugar.

## Reconhecimento
Depois dos Jogos, Ondina foi obrigada a diminuir sua participações nas competições por problemas de coluna (espondilose espinhal), mas continuou a participar de provas esporádicas regionais até o início dos anos 40. Em 1970 ela foi condecorada pelo governo como Cavaleira da República e recebeu a Ordine al Merito della Repubblica Italiana, a mais alta honraria italiana. Sua medalha de ouro ganha em Berlim foi roubada em 1978 mas ela recebeu uma cópia em 1984 das mãos de Primo Nebiolo, presidente da IAAF.